# 우타노보리정
우타노보리정(일본어: 歌登町)은 일본 홋카이도 소야 지청의 남동부에 존재했던 정이다.
2006년, 인접했던 에사시정과 합병해 폐지되었다.

## 지리
소야 지청의 남동부에 위치한다. 사방이 산으로 둘러싸인 산간지역에 위치한다. 면적의 80%가 산림이다. 내륙에 위치하여 겨울에는 매우 춥고, 도내 아침 최저기온이 뉴스에 자주 등장한다. 

## 역사
- 1939년 9월 - 우타노보리촌에서 분촌하였다.
- 1962년 1월 - 정으로 승격해 우타노보리정이 되었다.
- 2006년 3월 20일 - 에사시정과 대등합병해, 에사시정이 되었다.

## 교통

### 공항
- 아사히카와 공항
- 왓카나이 공항